# Mistrzostwa Świata w Piłce Nożnej 2010 (eliminacje strefy UEFA)/Grupa 1
W Grupie 1 eliminacji do MŚ 2010 brały udział następujące zespoły:
- Portugalia
- Dania
- Szwecja
- Albania
- Węgry
- Malta

## Tabela
| Miejsce | Drużyna    | Mecze | Punkty | Zwyc. | Rem. | Por. | Bramki |
| ------- | ---------- | ----- | ------ | ----- | ---- | ---- | ------ |
| 1       | Dania      | 10    | 21     | 6     | 3    | 1    | 16 - 5 |
| 2       | Portugalia | 10    | 19     | 5     | 4    | 1    | 17 - 5 |
| 3       | Szwecja    | 10    | 18     | 5     | 3    | 2    | 13 - 5 |
| 4       | Węgry      | 10    | 16     | 5     | 1    | 4    | 10 - 8 |
| 5       | Albania    | 10    | 7      | 1     | 4    | 5    | 6 - 13 |
| 6       | Malta      | 10    | 1      | 0     | 1    | 9    | 0 - 26 |

|            | Albania | Dania | Węgry | Malta | Portugalia | Szwecja |
| ---------- | ------- | ----- | ----- | ----- | ---------- | ------- |
| Albania    | X       | 1:1   | 0:1   | 3:0   | 1:2        | 0:0     |
| Dania      | 3:0     | X     | 0:1   | 3:0   | 1:1        | 1:0     |
| Węgry      | 2:0     | 0:0   | X     | 3:0   | 0:1        | 1:2     |
| Malta      | 0:0     | 0:3   | 0:1   | X     | 0:4        | 0:1     |
| Portugalia | 0:0     | 2:3   | 3:0   | 4:0   | X          | 0:0     |
| Szwecja    | 4:1     | 0:1   | 2:1   | 4:0   | 0:0        | X       |

## Wyniki
| 6 września 2008 19.45 CET | Węgry | 0-0(0-0) | Dania | Stadion im. Ferenca Puskása, Budapeszt · Widzów: 18 984 · Sędzia: Alain Hamer, ( Luksemburg) |
|                           |       |          |       |                                                                                              |

| 6 września 2008 20.00 CET | Malta | 0-4(0-1) | Portugalia · Said 26' (sam.) · Hugo Almeida 61' · Simão Sabrosa 71' · Nani 78' | Ta’ Qali Stadium, Ta’ Qali · Widzów: 11 000 · Sędzia: Kevin Blom, ( Holandia) |
|                           |       |          |                                                                                |                                                                               |

| 6 września 2008 20.45 CET | Albania | 0-0(0-0) | Szwecja | Stadion im. Qemala Stafy, Tirana · Widzów: 13 522 · Sędzia: Alberto Mallenco ( Hiszpania) |
|                           |         |          |         |                                                                                           |

| 10 września 2008 20.15 CET | Szwecja · Källström 55' · Holmén 64' | 2-1(0-0) | Węgry · Rudolf 90+3' | Råsundastadion, Solna · Widzów: 28 177 · Sędzia: Florian Meyer, ( Niemcy) |
|                            |                                      |          |                      |                                                                           |

| 10 września 2008 20.45 CET | Albania · Bogdani 45+1' · Duro 83' · Dallku 90' | 3-0(1-0) | Malta | Stadion im. Qemala Stafy, Tirana · Widzów: 7 400 · Sędzia: Robert Schörgenhofer, ( Austria) |
|                            |                                                 |          |       |                                                                                             |

| 10 września 2008 21.45 CET | Portugalia · Nani 42' · Deco 86' (k.) | 2-3(1-0) | Dania · Bendtner 84' · Poulsen 90' · Jensen 90+2' | Estádio José Alvalade, Lizbona · Widzów: 33 000 · Sędzia: Howard Webb, ( Anglia) |
|                            |                                       |          |                                                   |                                                                                  |

| 11 października 2008 19.45 CET | Węgry · Torghelle 48' · Juhász 82' | 2-0(0-0) | Albania | Stadion im. Ferenca Puskása, Budapeszt · Widzów: 18 000 · Sędzia: Claudio Circhetta, ( Szwajcaria) |
|                                |                                    |          |         | |

| 11 października 2008 20.00 CET | Dania · Larsen 10' 47' · Agger 29' (k) | 3-0(2-0) | Malta | Parken, Kopenhaga · Widzów: 33 124 · Sędzia: Lewan Paniaszwili ( Gruzja) |
|                                |                                        |          |       |                                                                          |

| 11 października 2008 20.00 CET | Szwecja | 0-0(0-0) | Portugalia | Råsundastadion, Solna · Widzów: 33 241 · Sędzia: Roberto Rosetti ( Włochy) |
|                                |         |          |            |                                                                            |

| 15 października 2008 19.30 CET | Malta | 0-1(0-1) | Węgry · Torghelle 23' | Ta’ Qali Stadium, Ta’ Qali · Widzów: 4 797 · Sędzia: Jóhannes Valgeirsson ( Islandia) |
|                                |       |          |                       |                                                                                       |

| 15 października 2008 20.45 CET | Portugalia | 0-0(0-0) | Albania | Estádio Municipal de Braga, Braga · Widzów: 29 500 · Sędzia: Knut Kircher ( Niemcy) |
|                                |            |          |         |                                                                                     |

| 11 lutego 2009 19.30 CET | Malta | 0-0(0-0) | Albania | Ta’ Qali Stadium, Ta’ Qali · Widzów: 2 041 · Sędzia: Alexandru Deaconu ( Rumunia) |
|                          |       |          |         |                                                                                   |

| 28 marca 2009 20.00 CET | Malta | 0-3(0-2) | Dania · Larsen 12' 23' · Nordstrand 90' | Ta’ Qali Stadium, Ta’ Qali · Widzów: 6 235 · Sędzia: Tomasz Mikulski ( Polska) |
|                         |       |          |                                         |                                                                                |

| 28 marca 2009 20.30 CET | Albania | 0-1(0-1) | Węgry · Torghelle 38' | Stadion im. Qemala Stafy, Tirana · Widzów: 12 000 · Sędzia: Björn Kuipers ( Holandia) |
|                         |         |          |                       |                                                                                       |

| 28 marca 2009 21.45 CET | Portugalia | 0-0(0-0) | Szwecja | Estádio do Dragão, Porto · Widzów: 40 200 · Sędzia: Frank De Bleeckere ( Belgia) |
|                         |            |          |         |                                                                                  |

| 1 kwietnia 2009 19.00 CET | Węgry · Hajnal 6' · Gera 80' · Juhász 90+3' | 3-0(1-0) | Malta | Stadion im. Ferenca Puskása, Budapeszt · Widzów: 34 400 · Sędzia: Stanisław Suchina ( Rosja) |
|                           |                                             |          |       |                                                                                              |

| 1 kwietnia 2009 20.15 CET | Dania · Andreasen 31' · Larsen 37' · Poulsen 80' | 3-0(2-0) | Albania | Parken, Kopenhaga · Widzów: 24 320 · Sędzia: Damir Skomina ( Słowenia) |
|                           |                                                  |          |         |                                                                        |

| 6 czerwca 2009 | Albania · Bogdani 29' | 1-2(1-1) | Portugalia · Almeida 27' · Alves 90+3' | Stadion im. Qemala Stafy, Tirana · Widzów: 13 320 · Sędzia: Florian Meyer ( Niemcy) |
|                |                       |          |                                        |                                                                                     |

| 6 czerwca 2009 | Szwecja | 0-1(0-1) | Dania · Kahlenberg 22' | Råsundastadion, Solna · Widzów: 33 619 · Sędzia: Mike Riley ( Anglia) |
|                |         |          |                        |                                                                       |

| 10 czerwca 2009 | Szwecja · Källström 22' · Majstorović 52' · Ibrahimović 56' · Berg 58' | 4-0(1-0) | Malta | Ullevi, Göteborg · Widzów: 25 271 · Sędzia: Calum Murray ( Szkocja) |
|                 |                                                                        |          |       |                                                                     |

| 5 września 2009 | Dania · Bendtner 42' | 1-1(1-0) | Portugalia · Liédson 86' | Parken, Kopenhaga · Widzów: 37 998 · Sędzia: Massimo Busacca Szwajcaria |
|                 |                      |          |                          |                                                                         |

| 5 września 2009 | Węgry · Huszti 79' (k) | 1-2(0-1) | Szwecja · Mellberg 8' · Ibrahimović 90+4' | Stadion im. Ferenca Puskása, Budapeszt · Widzów: 40 169 · Sędzia: Nicola Rizzoli Włochy |
|                 |                        |          |                                           |                                                                                         |

| 9 września 2009 | Węgry | 0-1(0-1) | Portugalia · Pepe 10' | Stadion im. Ferenca Puskása, Budapeszt · Widzów: 42 000 · Sędzia: Stéphane Lannoy Francja |
|                 |       |          |                       |                                                                                           |

| 9 września 2009 | Malta | 0-1(0-0) | Szwecja · Azzopardi 81' (samobój) | Ta’ Qali Stadium, Ta’ Qali · Widzów: 4 705 · Sędzia: Adrian McCourt Irlandia Północna |
|                 |       |          |                                   |                                                                                       |

| 9 września 2009 | Albania · Bogdani 51' | 1-1(0-1) | Dania · Bendtner 40' | Stadion im. Qemala Stafy, Tirana · Widzów: 8 000 · Sędzia: Cüneyt Çakır Turcja |
|                 |                       |          |                      |                                                                                |

| 10 października 2009 21.45 CET | Portugalia · Simão 18' 79' · Liédson 74' | 3-0(1-0) | Węgry | Estádio da Luz, Lizbona · Widzów: 50 115 · Sędzia: Alain Hamer Luksemburg |
|                                |                                          |          |       |                                                                           |

| 10 października 2009 20.00 CET | Dania · Poulsen 79' | 1-0(0-0) | Szwecja | Parken, Kopenhaga · Widzów: 37 800 · Sędzia: Manuel Mejuto González Hiszpania |
|                                |                     |          |         |                                                                               |

| 14 października 2009 | Dania | 0:1(0:1) | Węgry · Buzsáky 35' | Parken, Kopenhaga Widzów: 36 966 Sędzia: Florian Meyer |
|                      |       |          |                     |                                                        |

| 14 października 2009 | Portugalia · Nani 14' · Simão 45' · Veloso 52' · Edinho 90' | 4:0(1:0) | Malta | Estádio D. Afonso Henriques, Guimarães Widzów: 29 350 Sędzia: Alan Kelly |
|                      |                                                             |          |       |                                                                          |

| 14 października 2009 | Szwecja · Mellberg 6', 42' · Berg 40' · Svensson 86' | 4:1(3:0) | Albania · Salihi 56' | Råsundastadion, Solna Widzów: 25 342 Sędzia: Nikołaj Iwanow |
|                      |                                                      |          |                      |                                                             |